# جفری د هویلند
کاپیتان جفری دی هاویلند (انگلیسی: Geoffrey de Havilland؛ ۲۷ ژوئیهٔ ۱۸۸۲ – ۲۱ مهٔ ۱۹۶۵) یک مهندس، و خلبان آزمایشگر اهل بریتانیا و از پیشگامان صنعت هوانوردی بود. هواپیمای موسکیتو طراحی شده بوسیله وی منتخب متنوع‌ترین هواپیمای جنگی چند منظوره که تا کنون ساخته شده، می‌باشد.

## زندگینامه
جفری دومین فرزند چارلز دی هاویلند و همسر اول وی، آلیس جانت (نتی ساندرز) بود که در خانه ماگدالا، واقع در های وایکام، بوکینگهام شایر به دنیا آمد. از سال ۱۹۰۰ تا ۱۹۰۳ میلادی، او در مدرسه دستور زبان نان ایتون، مدرسه سنت ادواردز، آکسفورد و دانشکده مهندسی کریستال پالاس تحصیل کرده بود. پس از فارغ‌التحصیلی از آموزش‌های مهندسی، دی هاویلند به‌طور حرفه‌ای در رشته مهندسی خودروسازی (ساخت اتومبیل و موتور سیکلت) تحصیلات خود را ادامه داد. کارآموزی را با شرکت موتور (ویلانز اند رابینسون) در راگبی، وارویک‌شایر شروع و پس از آن او به عنوان طراح، برای شرکت ابزار و موتور خودرو وُلسلی در بیرمنگام مشغول به کار شد، شغلی که یکسال بعد آن را ترک کرد. پس از آن او دو سال را صرف کار در دفتر طراحی شرکت موتور امنی باس در والسامستو کرد در حالی که او نخستین موتور هواپیمای خود را طراحی و اولین پیش نمونه ان را توسط شرکت ایریش موتور در ویلسدن ساخته بود. او در سال ۱۹۰۹ ازدواج کرد و تقریباً بلافاصله در همان زمان زندگی حرفه‌ای خود را که مبنی بر طراحی، ساخت و پرواز هواپیما بود نیز آغاز کرد که تا آخر عمر خود نیز این حرفه را ادامه داد.

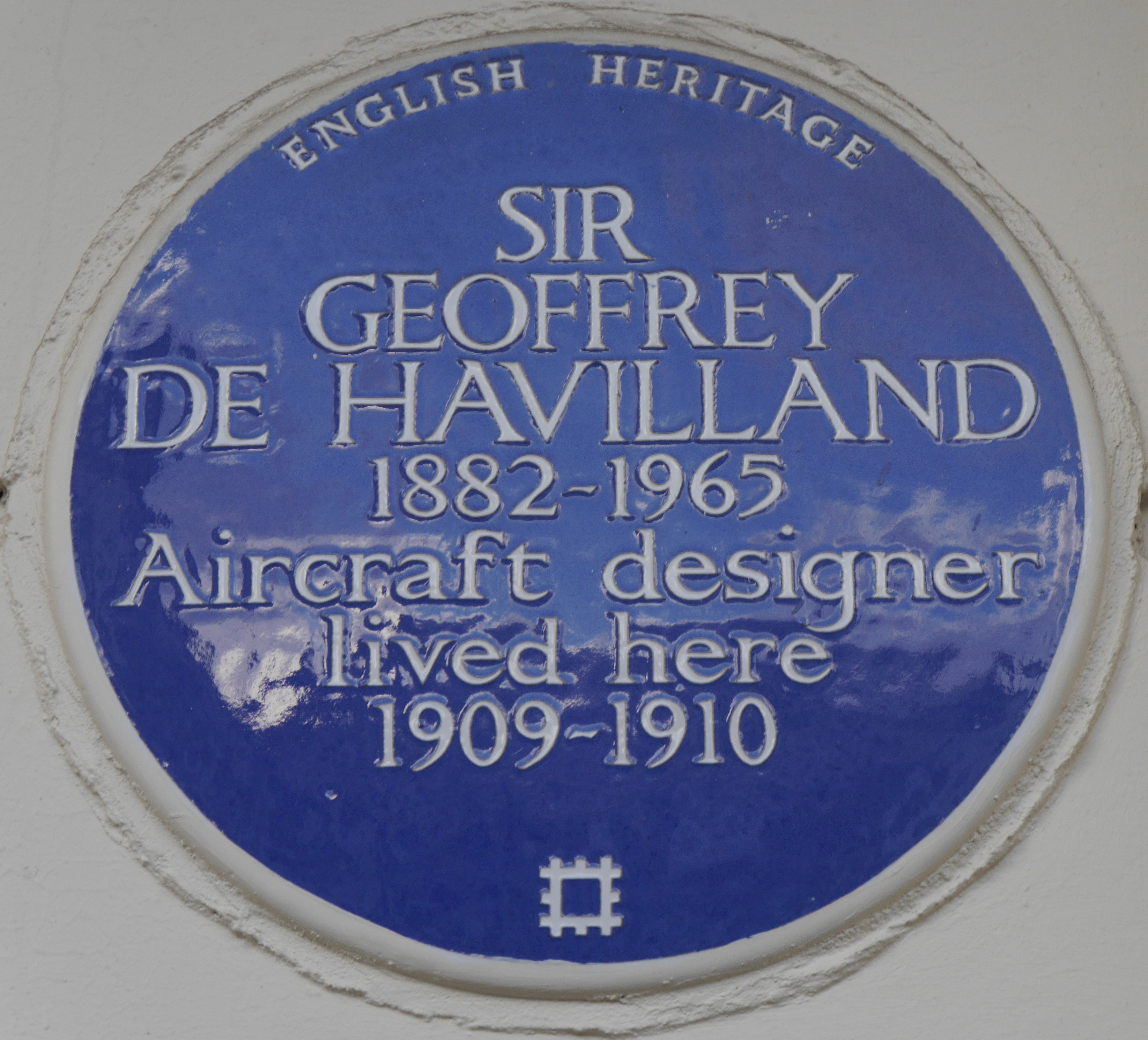
لوح آبی میراث انگلستان، شماره ۳۲ بارونز کورت، لندن

## بازنشستگی و مرگ
در سال ۱۹۵۵، جفری دی هاویلند هر چند به عنوان رئیس هیئت مدیره شرکت دی هاویلند منسوب بود از فعالیت عملی در شرکت خود بازنشسته شد. او تا سن هفتاد سالگی پرواز را ادامه داد. در ۲۱ مه ۱۹۶۵ میلادی بر اثر خونریزی مغزی در بیمارستان واتفورد پیس مموریال، هرتفوردشایر در سن ۸۲ سالگی درگذشت.